# مارك ساري
المارك الساري (بالألمانية: Saar-Mark)، (بالفرنسية: Mark sarrois)‏ هو عملة صدرت عن الحكومة الفرنسية بتاريخ 16 يونيو 1947 لغرض استخدامها في محمية سار. وكانت قيمة المارك الساري معادلة لقيمة الرايخ مارك الألماني، ويتضمن السار مارك ستة فئات من الأوراق النقدية هي: 1 و2 و5 و10 و50 و100 مارك. كان الهدف من إصدار العملة الجديدة تحضير محمية سار للوحدة الاقتصادية مع فرنسا. كما ساعد تغيير العملة الإدارة الفرنسية على معرفة ومتابعة القيمة الإجمالية لرأس المال المتاح الموجود في محمية سار، وساعد أيضا في منع تحويل رأس المال المضارب بين محمية سار وباقي أجزاء ألمانيا في ضوء إدخال الفرنك. استمر استخدام المارك الساري حتى تاريخ 19 نوفمبر 1947، أي بعد قرابة الخمسة شهور من إصداره.
تم استبدال المارك الساري بعد فترة وجيزة من إصداره وذلك عقب ادماج محمية سار ضمن المناطق التي تستعمل العملة الفرنسية. عندها أصبح الفرنك الساري هو عملة محمية سار، ثم لاحقا أصبح عملة ولاية سارلاند الألمانية وذلك بين 20 نوفمبر 1947 و6 يوليو 1959. وكانت قيمة الفرنك الساري تعادل قيمة الفرنك الفرنسي، كما انتشر استعمال العملات المعدنية والأوراق النقدية الفرنسية إلى جانب الإصدارات النقدية المحلية.

## روابط خارجية
- صور الأوراق النقدية للمارك الساري